# Arantxa Parra Santonja
Arantxa Parra Santonja (ur. 9 listopada 1982 w Walencji) – hiszpańska tenisistka.

## Kariera tenisowa
Arantxa jest zawodniczką profesjonalną od 2000 roku. W świecie zawodowych rozgrywek WTA jej nazwisko pojawiło się w 2002 roku. Wówczas po raz pierwszy zakwalifikowała się do turnieju profesjonalnego na Bol oraz do wielkoszlemowego US Open. Została sklasyfikowana w najlepszej setce rankingu tenisistek w 2003 roku po osiągnięciu półfinałów w turniejach w Tokio i Taszkencie. Do dziś są to jej najlepsze wyniki w grze pojedynczej. W Warszawie pokonała w trzech setach Magdalenę Maleewą. Oprócz wygranych turniejów ITF zaliczyła w tym sezonie także finał gry podwójnej w Palermo razem z Maríą Martínez.
Bardzo dobrze rozpoczęła rok 2004, osiągając ćwierćfinał w stolicy Australii. W dalszej części sezonu pokonała Lisę Raymond na kortach Rolanda Garrosa, dziewięciokrotnie odpadała w drugiej rundzie. Po raz pierwszy w karierze wzięła udział we wszystkich wielkoszlemowych turniejach sezonu, z których najlepiej wypadła na paryskiej mączce, osiągając trzecią rundę. W deblu osiągnęła drugi finał turniejowy w Bogocie z Anabel Mediną Garrigues, a także półfinał w Strasburgu z Caroline Dhenin.
Trzy ćwierćfinały gry pojedynczej osiągnęła w roku 2005, kolejno w Acapulco (pokonała Meghann Shaughnessy), Rabacie (przegrała z ewentualną mistrzynią, Nurią Llagosterą Vives) oraz Sztokholmie (porażka z Émilie Loit). W Birmingham osiągnęła jedno z najbardziej spektakularnych zwycięstw w karierze, pokonując Słowaczkę Danielę Hantuchovą. Zadebiutowała w Pucharze Federacji, broniąc barw Hiszpanii w półfinałach grupy światowej.
Bardzo słaby był sezon 2006 – zawodniczka odpadała wielokrotnie w pierwszych rundach turniejów singlowych, przechodząc pierwszą rundę jedynie w Melbourne. W grze podwójnej osiągnęła półfinał w Palermo.
Nie przeszła kwalifikacji do wielkoszlemowego Australian Open w roku 2007 i powróciła do występów w cyklu ITF. Dużo lepiej powiodło się jej na początku sezonu w grze podwójnej: doszła do ćwierćfinału w Bogocie, a tydzień później wygrała z Lourdes Domínguez Lino pierwszy zawodowy turniej w Acapulco. W maju była w finale debla w Estoril. Drugie zwycięstwo w grze podwójnej odniosła w czerwcu wygrywając w parze z Nurią Llagosterą Vives turniej w Barcelonie.
W 2008 roku obroniła tytuł deblowy zdobyty przed rokiem w Hiszpanii, jednak w parze z Lourdes Domínguez Lino.
Na początku 2012 roku wygrała turniej deblowy w australijskim Brisbane w parze z Nurią Llagosterą Vives. Razem z Lourdes Domínguez Lino osiągnęła też finał w Acapulco.
W marcu 2013 roku odniosła triumf w rywalizacji deblowej podczas zawodów w Acapulco, gdzie występowała razem z Lourdes Domínguez Lino. Para zwyciężyła w finale debel Catalina Castaño–Mariana Duque Mariño wynikiem 6:4, 7:6(1). Razem z Dominiką Cibulkovą osiągnęły finał turnieju w ’s-Hertogenbosch, przegrywając w meczu mistrzowskim Irinę-Camelię Begu i Anabel Medina Garrigues 6:4, 6:7(3), 9–11. W październiku wspólnie z Wierą Duszewiną zanotowały finał w Pekinie, ulegając w nim parze Cara Black–Sania Mirza 2:6, 2:6.
W sezonie 2014 ponownie awansowała do finału zawodów w ’s-Hertogenbosch. Tym razem w parze z Mariną Erakovic pokonały Michaëllę Krajicek i Kristinę Mladenovic 0:6, 7:6(5), 10–8.

## Historia występów wielkoszlemowych
Legenda
     W, wygrany turniej
     F, przegrana w finale
     SF, przegrana w półfinale
     QF, przegrana w ćwierćfinale
     xR, przegrana w x rundzie
     Qx, przegrana w x rundzie eliminacji
     A, brak startu

### Występy w grze pojedynczej
| Australian Open          | A    | A   | A   | A   | Q1 | 1R | 1R  | 2R  | Q1  | A   | A  | 1R | 1R  | Q2  | Q2  | A   | A   | 0 / 5  | 1 – 5   |  |  |  |  |  |  |  |
| French Open              | A    | A   | A   | A   | Q1 | 3R | 2R  | 1R  | A   | A   | A  | 2R | 1R  | Q2  | Q3  | A   | A   | 0 / 5  | 4 – 5   |  |  |  |  |  |  |  |
| Wimbledon                | A    | A   | A   | A   | 2R | 2R | 1R  | Q2  | A   | A   | 2R | 2R | 1R  | A   | A   | A   | A   | 0 / 6  | 4 – 6   |  |  |  |  |  |  |  |
| US Open                  | A    | A   | A   | Q1  | 2R | 2R | 1R  | Q1  | A   | A   | Q3 | 1R | Q1  | A   | Q1  | A   | A   | 0 / 4  | 2 – 4   |  |  |  |  |  |  |  |
|                          |      |     |     |     |    |    |     |     |     |     |    |    |     |     |     |     |     |        |         |  |  |  |  |  |  |  |
| Ranking na koniec sezonu | 1028 | 710 | 306 | 184 | 68 | 70 | 107 | 173 | 356 | 359 | 91 | 64 | 118 | 255 | 219 | 392 | 859 | 0 / 20 | 11 – 20 |  |  |  |  |  |  |  |

### Występy w grze podwójnej
| Australian Open          | A   | A   | A   | A   | A   | A   | 1R  | A   | A  | 1R | 2R | 1R | 1R | 2R | 3R | 2R | 1R | 3R | A  | 2R | 1R | 0 / 12 | 8 – 12  |  |  |  |
| French Open              | A   | A   | A   | A   | A   | 1R  | 2R  | A   | 2R | 1R | 2R | 1R | 2R | 3R | 2R | QF | 1R | 1R | 1R | 2R | A  | 0 / 14 | 11 – 14 |  |  |  |
| Wimbledon                | A   | A   | A   | A   | A   | 1R  | 1R  | A   | 2R | 1R | 1R | 1R | QF | 1R | 1R | 1R | 3R | 3R | 2R | 2R | A  | 0 / 14 | 10 – 14 |  |  |  |
| US Open                  | A   | A   | A   | A   | A   | 1R  | A   | A   | 1R | 1R | 1R | 1R | 2R | A  | 1R | 2R | 2R | 2R | 2R | 1R | A  | 0 / 12 | 5 – 12  |  |  |  |
|                          |     |     |     |     |     |     |     |     |    |    |    |    |    |    |    |    |    |    |    |    |    |        |         |  |  |  |
| Ranking na koniec sezonu | 891 | 891 | 455 | 248 | 149 | 151 | 195 | 138 | 73 | 81 | 60 | 60 | 34 | 53 | 35 | 30 | 37 | 34 | 90 | 92 | –  | 0 / 52 | 34 – 52 |  |  |  |

### Występy w grze mieszanej
| Australian Open | A | A | A | A | A | A | A | A | A | A | A | A | A  | A | A | 1R | 1R | 1R | A  | 1R | A | 0 / 4  | 0 – 4  |  |  |  |
| French Open     | A | A | A | A | A | A | A | A | A | A | A | A | A  | A | A | QF | 1R | 1R | A  | A  | A | 0 / 2  | 2 – 3  |  |  |  |
| Wimbledon       | A | A | A | A | A | A | A | A | A | A | A | A | 1R | A | A | 2R | 2R | 3R | A  | 2R | A | 0 / 5  | 5 – 5  |  |  |  |
| US Open         | A | A | A | A | A | A | A | A | A | A | A | A | A  | A | A | 1R | 1R | 1R | 1R | A  | A | 0 / 4  | 0 – 4  |  |  |  |
|                 |   |   |   |   |   |   |   |   |   |   |   |   |    |   |   |    |    |    |    |    |   |        |        |  |  |  |
|                 |   |   |   |   |   |   |   |   |   |   |   |   |    |   |   |    |    |    |    |    |   | 0 / 16 | 7 – 16 |  |  |  |

## Finały turniejów WTA
| Legenda                     | Legenda |
| --------------------------- | ------- |
| Wielki Szlem                |         |
| Igrzyska olimpijskie        |         |
| WTA Tour Championships      |         |
| WTA Elite Trophy            |         |
| 1988 – 2008                 |         |
| Kategoria I                 |         |
| Kategoria II                |         |
| Kategoria III               |         |
| Kategoria IV                |         |
| Kategoria V                 |         |
| 2009 – 2020                 |         |
| WTA Premier Mandatory       |         |
| WTA Premier 5               |         |
| WTA Premier                 |         |
| WTA International Series    |         |
| WTA 125K series (2012–2020) |         |

### Gra pojedyncza 2 (0–2)
| Końcowy wynik | Nr | Data           | Turniej  | Nawierzchnia | Przeciwniczka        | Wynik finału |
| ------------- | -- | -------------- | -------- | ------------ | -------------------- | ------------ |
| Finalistka    | 1. | 8 maja 2010    | Estoril  | Ceglana      | Anastasija Sevastova | 2:6, 5:7     |
| Finalistka    | 2. | 26 lutego 2011 | Acapulco | Ceglana      | Gisela Dulko         | 3:6, 6:7(5)  |

### Gra podwójna 27 (11–16)
| Końcowy wynik | Nr  | Data                 | Turniej          | Nawierzchnia  | Partnerka                   | Przeciwniczki                                      | Wynik finału       |
| ------------- | --- | -------------------- | ---------------- | ------------- | --------------------------- | -------------------------------------------------- | ------------------ |
| Finalistka    | 1.  | 13 lipca 2003        | Palermo          | Ceglana       | María José Martínez Sánchez | Adriana Serra Zanetti Emily Stellato               | 4:6, 2:6           |
| Finalistka    | 2.  | 29 lutego 2004       | Bogota           | Ceglana       | Anabel Medina Garrigues     | Barbara Schwartz Jasmin Wöhr                       | 1:6, 3:6           |
| Zwyciężczyni  | 1.  | 3 marca 2007         | Acapulco         | Ceglana       | Lourdes Domínguez Lino      | Émilie Loit Nicole Pratt                           | 6:3, 6:3           |
| Finalistka    | 3.  | 30 kwietnia 2007     | Estoril          | Ceglana       | Lourdes Domínguez Lino      | Andreea Ehritt-Vanc Anastasija Rodionowa           | 3:6, 2:6           |
| Zwyciężczyni  | 2.  | 16 czerwca 2007      | Barcelona        | Ceglana       | Nuria Llagostera Vives      | Lourdes Domínguez Lino Flavia Pennetta             | 7:6(3), 2:6, 12–10 |
| Zwyciężczyni  | 3.  | 14 czerwca 2008      | Barcelona        | Ceglana       | Lourdes Domínguez Lino      | Nuria Llagostera Vives María José Martínez Sánchez | 4:6, 7:5, 10–4     |
| Finalistka    | 4.  | 11 stycznia 2009     | Auckland         | Twarda        | Nuria Llagostera Vives      | Nathalie Dechy Mara Santangelo                     | 6:4, 6:7(3), 10–12 |
| Finalistka    | 5.  | 1 marca 2009         | Acapulco         | Ceglana       | Lourdes Domínguez Lino      | Nuria Llagostera Vives María José Martínez Sánchez | 4:6, 2:6           |
| Finalistka    | 6.  | 10 stycznia 2010     | Brisbane         | Twarda        | Melinda Czink               | Andrea Hlaváčková Lucie Hradecká                   | 6:2, 6:7(3), 4–10  |
| Finalistka    | 7.  | 26 lutego 2011       | Acapulco         | Twarda        | Lourdes Domínguez Lino      | Marija Korytcewa Raluca Olaru                      | 6:3, 1:6, 4–10     |
| Zwyciężczyni  | 4.  | 10 kwietnia 2011     | Marbella         | Ceglana       | Nuria Llagostera Vives      | Sara Errani Roberta Vinci                          | 3:6, 6:4, 10–5     |
| Finalistka    | 8.  | 10 lipca 2011        | Båstad           | Ceglana       | Nuria Llagostera Vives      | Lourdes Domínguez Lino María José Martínez Sánchez | 3:6, 3:6           |
| Zwyciężczyni  | 5.  | 7 stycznia 2012      | Brisbane         | Twarda        | Nuria Llagostera Vives      | Raquel Kops-Jones Abigail Spears                   | 7:6(2), 7:6(2)     |
| Finalistka    | 9.  | 4 marca 2012         | Acapulco         | Ceglana       | Lourdes Domínguez Lino      | Sara Errani Roberta Vinci                          | 2:6, 1:6           |
| Zwyciężczyni  | 6.  | 2 marca 2013         | Acapulco         | Ceglana       | Lourdes Domínguez Lino      | Catalina Castaño Mariana Duque Mariño              | 6:4, 7:6(1)        |
| Finalistka    | 10. | 21 czerwca 2013      | ’s-Hertogenbosch | Trawiasta     | Dominika Cibulková          | Irina-Camelia Begu Anabel Medina Garrigues         | 6:4, 6:7(3), 9–11  |
| Finalistka    | 11. | 5 października 2013  | Pekin            | Twarda        | Wiera Duszewina             | Cara Black Sania Mirza                             | 2:6, 2:6           |
| Zwyciężczyni  | 7.  | 20 czerwca 2014      | ’s-Hertogenbosch | Trawiasta     | Marina Erakovic             | Michaëlla Krajicek Kristina Mladenovic             | 0:6, 7:6(5), 10–8  |
| Finalistka    | 12. | 23 sierpnia 2014     | New Haven        | Twarda        | Marina Erakovic             | Andreja Klepač Sílvia Soler Espinosa               | 5:7, 6:4, 7–10     |
| Finalistka    | 13. | 18 października 2014 | Moskwa           | Twarda (hala) | Caroline Garcia             | Martina Hingis Flavia Pennetta                     | 3:6, 5:7           |
| Zwyciężczyni  | 8.  | 15 lutego 2015       | Antwerpia        | Twarda (hala) | Anabel Medina Garrigues     | An-Sophie Mestach Alison Van Uytvanck              | 6:4, 3:6, 10–5     |
| Finalistka    | 14. | 9 sierpnia 2015      | Stanford         | Twarda        | Anabel Medina Garrigues     | Xu Yifan Zheng Saisai                              | 1:6, 3:6           |
| Finalistka    | 15. | 25 października 2015 | Luksemburg       | Twarda (hala) | Anabel Medina Garrigues     | Mona Barthel Laura Siegemund                       | 2:6, 6:7(2)        |
| Finalistka    | 16. | 8 listopada 2015     | Zhuhai           | Twarda (hala) | Anabel Medina Garrigues     | Liang Chen Wang Yafan                              | 4:6, 3:6           |
| Zwyciężczyni  | 9.  | 27 lutego 2016       | Acapulco         | Twarda        | Anabel Medina Garrigues     | Kiki Bertens Johanna Larsson                       | 6:0, 6:4           |
| Zwyciężczyni  | 10. | 6 marca 2016         | Monterrey        | Twarda        | Anabel Medina Garrigues     | Petra Martić Maria Sanchez                         | 4:6, 7:5, 10–7     |
| Zwyciężczyni  | 11. | 21 maja 2016         | Strasburg        | Ceglana       | Anabel Medina Garrigues     | María Irigoyen Liang Chen                          | 6:2, 6:0           |

## Występy w Turnieju WTA Elite Trophy

### W grze podwójnej
| Rok  | Rezultat     | Partnerka               | Przeciwniczki                                              | Wynik                |
| 2015 | Finał        | Anabel Medina Garrigues | Liang Chen Wang Yafan                                      | 4:6, 3:6             |
| 2016 | Faza grupowa | Andreja Klepač          | Oksana Kalasznikowa Tatjana Maria Yang Zhaoxuan You Xiaodi | 6:1, 7:6(1) 3:6, 3:6 |

## Turnieje rangi ITF
| turnieje z pulą nagród 100 000 $ |
| turnieje z pulą nagród 75 000 $  |
| turnieje z pulą nagród 50 000 $  |
| turnieje z pulą nagród 25 000 $  |
| turnieje z pulą nagród 15 000 $  |
| turnieje z pulą nagród 10 000 $  |

### Gra pojedyncza 17 (11–6)
| Rezultat     |     | Data       | Turniej               | ($)     | Naw.    | Przeciwniczka               | Wynik         |
| Zwyciężczyni | 1.  | 24/06/2001 | Montemor-o-Novo       | 10 000  | Twarda  | Vanessa Devesa              | 6:2, 6:2      |
| Zwyciężczyni | 2.  | 05/08/2001 | Pontevedra            | 10 000  | Twarda  | Ana Catarina Nogueira       | 6:3, 6:1      |
| Finalistka   | 1.  | 19/08/2001 | Koksijde              | 10 000  | Ceglana | Marion Bartoli              | 2:6, 1:6      |
| Finalistka   | 2.  | 26/08/2001 | Westende              | 10 000  | Ceglana | Lenka Snajdrová             | 2:6, 4:6      |
| Zwyciężczyni | 3.  | 16/09/2001 | Madryt                | 10 000  | Ceglana | Anna Floris                 | 3:6, 6:3, 6:0 |
| Zwyciężczyni | 4.  | 23/09/2001 | Barcelona             | 10 000  | Ceglana | Ines Heise                  | 6:3, 6:2      |
| Zwyciężczyni | 5.  | 24/02/2002 | Vale do Lobo          | 10 000  | Twarda  | Anna Floris                 | 6:0, 6:4      |
| Finalistka   | 3.  | 03/03/2002 | Albufeira             | 10 000  | Twarda  | Amandine Dulon              | 3:6, 6:3, 4:6 |
| Zwyciężczyni | 6.  | 29/09/2002 | Lecce                 | 25 000  | Ceglana | Lenka Němečková             | 6:3, 6:4      |
| Zwyciężczyni | 7.  | 14/06/2003 | Marsylia              | 50 000  | Ceglana | Claudine Schaul             | 6:2, 6:1      |
| Finalistka   | 4.  | 12/09/2005 | Denain                | 75 000  | Ceglana | Ludmiła Skawronska          | 6:7(5), 0:6   |
| Finalistka   | 5.  | 29/10/2006 | Sant Cugat del Vallès | 25 000  | Ceglana | María José Martínez Sánchez | 2:6, 4:6      |
| Zwyciężczyni | 8.  | 19/10/2008 | Meksyk                | 25 000  | Twarda  | Soledad Esperón             | 6:2, 6:2      |
| Finalistka   | 6.  | 30/11/2008 | Saint-Denis (Reunion) | 25 000  | Twarda  | Patricia Mayr-Achleitner    | 4:6, 1:6      |
| Zwyciężczyni | 9.  | 26/07/2009 | Pétange               | 75 000  | Ceglana | Jekatierina Byczkowa        | 6:3, 6:2      |
| Zwyciężczyni | 10. | 27/09/2009 | Saint-Malo            | 100 000 | Ceglana | Alexandra Dulgheru          | 6:4, 6:3      |
| Zwyciężczyni | 11. | 20/05/2012 | Casablanca            | 25 000  | Ceglana | Olha Sawczuk                | 6:4, 6:4      |

### Gra podwójna 20 (9–11)
| Rezultat     |     | Data       | Turniej               | ($)     | Naw.    | Partnerka                   | Przeciwniczki                                          | Wynik             |
| Finalistka   | 1.  | 01/07/2001 | Elvas                 | 10 000  | Twarda  | Oleksandra Kravets          | Maria Fernanda Alves Ana Catarina Nogueira             | 3:6, 4:6          |
| Finalistka   | 2.  | 05/08/2001 | Pontevedra            | 10 000  | Twarda  | Oleksandra Kravets          | Natasha Galouza Jolanda Mens                           | 6:7(5), 2:6       |
| Finalistka   | 3.  | 26/08/2001 | Westende              | 10 000  | Ceglana | Oleksandra Kravets          | Kildine Chevalier Evgenia Subbotina                    | 5:7, 5:7          |
| Zwyciężczyni | 1.  | 23/09/2001 | Barcelona             | 10 000  | Ceglana | Anna Font                   | Lana Popadić Ma. José Sánchez Alayeto                  | 6:1, 6:2          |
| Zwyciężczyni | 2.  | 31/03/2002 | San Luis Potosí       | 25 000  | Ceglana | Dominika Luzarová           | Vanessa Menga Carla Tiene                              | 7:5, 4:6, 6:3     |
| Finalistka   | 4.  | 23/06/2002 | Gorycja               | 25 000  | Ceglana | Carla Tiene                 | Tina Hergold Sandra Načuk                              | 4:6, 3:6          |
| Zwyciężczyni | 3.  | 08/06/2003 | Galatina              | 25 000  | Ceglana | María Emilia Salerni        | Bahijja Muhtasin Andreea Ehritt-Vanc                   | 6:0, 7:6(6)       |
| Finalistka   | 5.  | 25/04/2005 | Walencja              | 25 000  | Ceglana | Rosa María Andrés Rodríguez | Kildine Chevalier Stéphanie Foretz                     | 6:4, 6:7(5), 2:6  |
| Zwyciężczyni | 4.  | 31/10/2005 | Sant Cugat del Vallès | 25 000  | Ceglana | Lourdes Domínguez Lino      | María José Martínez Sánchez Conchita Martínez Granados | 6:4, 6:3          |
| Finalistka   | 6.  | 01/04/2007 | La Palma de Cervelló  | 25 000  | Twarda  | Melanie South               | Petra Cetkovská Andrea Hlaváčková                      | 3:6, 2:6          |
| Finalistka   | 7.  | 23/04/2007 | Calvià                | 25 000  | Ceglana | María José Martínez Sánchez | Petra Cetkovská Andrea Hlaváčková                      | 5:7, 4:6          |
| Zwyciężczyni | 5.  | 09/07/2007 | Valladolid            | 25 000  | Twarda  | Nuria Llagostera Vives      | Ria Sabay Justine Ozga                                 | 6:0, 6:2          |
| Zwyciężczyni | 6.  | 23/09/2007 | Madryt                | 25 000  | Twarda  | María José Martínez Sánchez | Monica Niculescu Jewhenija Sawranśka                   | 6:1, 7:6(4)       |
| Finalistka   | 8.  | 06/04/2008 | Patras                | 50 000  | Twarda  | María José Martínez Sánchez | Cippora Obziler Anastasija Jakimawa                    | 5:7, 1:6          |
| Finalistka   | 9.  | 13/04/2008 | Monzón                | 75 000  | Twarda  | María José Martínez Sánchez | Rika Fujiwara Emmanuelle Gagliardi                     | 6:1, 6:7(5), 8–10 |
| Zwyciężczyni | 7.  | 20/04/2008 | Saint-Malo            | 100 000 | Ceglana | María José Martínez Sánchez | Renata Voráčová Anastasija Jakimawa                    | 6:2, 6:1          |
| Finalistka   | 10. | 20/07/2008 | Biella                | 100 000 | Ceglana | Lourdes Domínguez Lino      | Renata Voráčová Barbora Záhlavová-Strýcová             | 6:4, 0:6, 5–10    |
| Finalistka   | 11. | 21/09/2008 | Sofia                 | 100 000 | Ceglana | Lourdes Domínguez Lino      | Maret Ani Renata Voráčová                              | 6:7(4), 6:7(9)    |
| Zwyciężczyni | 8.  | 15/02/2009 | Cali                  | 50 000  | Ceglana | Betina Jozami               | Frederica Piedade Anastasija Jakimawa                  | 6:3, 6:1          |
| Zwyciężczyni | 9.  | 14/10/2012 | Sant Cugat del Vallès | 25 000  | Ceglana | Leticia Costas              | Inés Ferrer Suárez Richèl Hogenkamp                    | 6:3, 6:3          |

## Występy w igrzyskach olimpijskich

### Gra podwójna
| Runda                                                                              | Partnerka               | Przeciwniczki                                              | Wynik       |
| ---------------------------------------------------------------------------------- | ----------------------- | ---------------------------------------------------------- | ----------- |
|                                                                                    |                         |                                                            |             |
| Letnie Igrzyska Olimpijskie w Londynie 2012, reprezentując państwo Hiszpania       |                         |                                                            |             |
| I runda                                                                            | Anabel Medina Garrigues | Włochy: Flavia Pennetta / Francesca Schiavone [7]          | 6:7(4), 4:6 |
|                                                                                    |                         |                                                            |             |
| Letnie Igrzyska Olimpijskie w Rio de Janeiro 2016, reprezentując państwo Hiszpania |                         |                                                            |             |
| I runda                                                                            | Anabel Medina Garrigues | Stany Zjednoczone: Bethanie Mattek-Sands / Coco Vandeweghe | 1:6, 1:6    |